# Weißes Fenn Marzahne
Das Weiße Fenn Marzahne ist ein See, ein mooriges Feuchtgebiet und ein Flächennaturdenkmal im Landkreis Potsdam-Mittelmark, in der Stadt Havelsee nördlich des Ortsteils Marzahne im Seelensdorfer Forsts beziehungsweise der Marzahner Heide.

## Entstehungsgeschichte

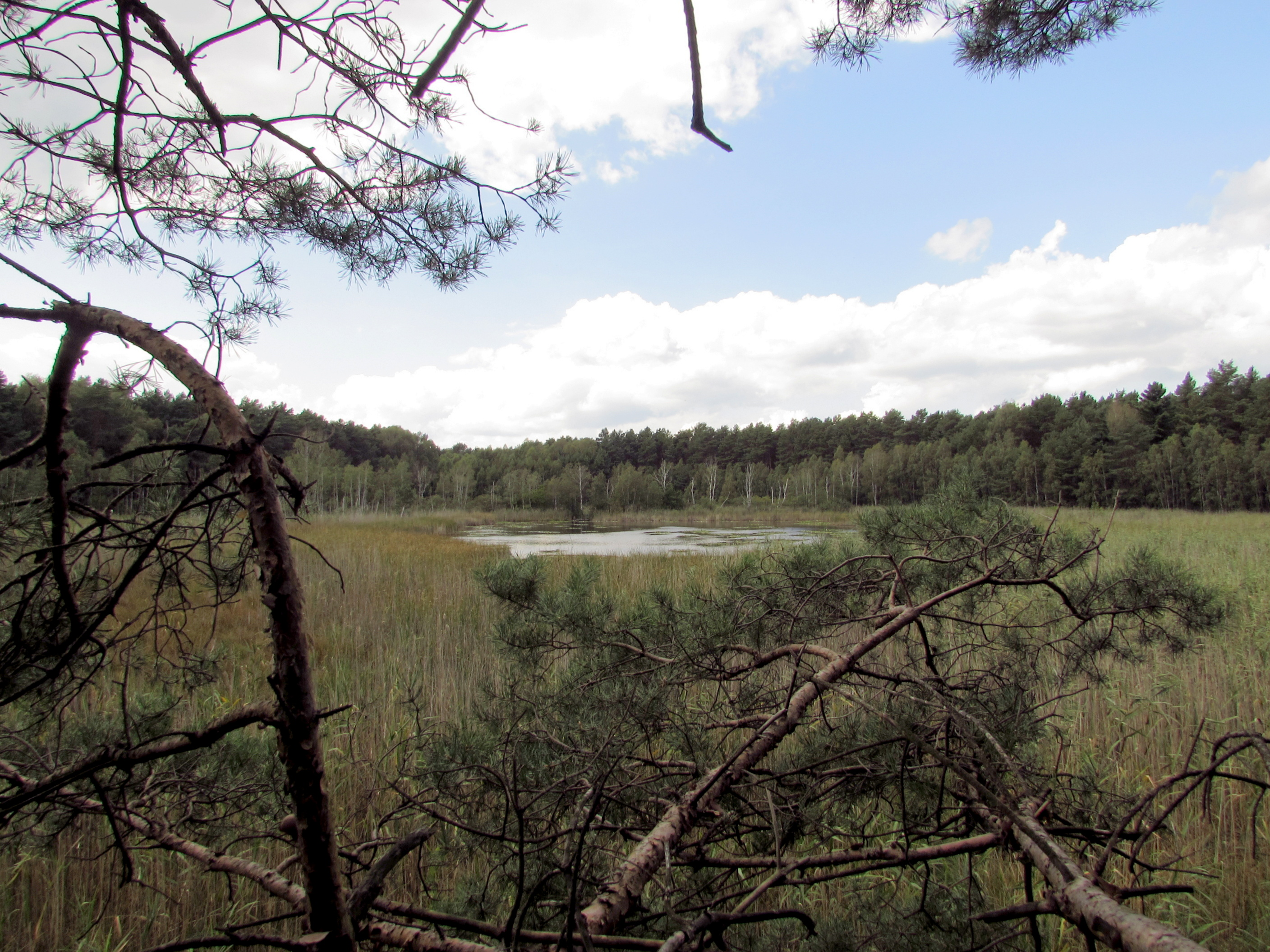
Das Weiße Fenn Marzahne

Das Weiße Fenn Marzahne entstand nach der letzten Kaltzeit, der Weichsel-Kaltzeit. Vorschiebende Eismassen schufen eine Rinnenbeckenreihe ähnlich der parallelen Beetzsee-Riewendsee- oder Bohnenland-Görden-Rinne, in der Schmelzwässer abflossen oder sich sammelten. Entsprechend der Vorschubrichtung des Eises verläuft diese von Nordosten nach Südwesten. In dieser Rinnenbeckenreihe bildete sich später beispielsweise im Südwesten der Pritzerber See. Später querten und queren noch heute im Nordosten der Rinnenbeckenreihe flache Dünenzüge die Rinnenniederung. Diese Dünenzüge schufen einen Riegel für das Weiße Fenn nach Südwesten, sodass ein Abfließen von Wässern nicht mehr möglich war und das sumpfige Feuchtgebiet entstand. In der Neuzeit wurde ein Graben, der Rote Graben zur Drainage des Feuchtgebietes und des Sees angelegt. Dieser entwässert zum Pritzerber See. Nicht zu verwechseln ist das Weiße Fenn Marzahne mit dem Marzahner Fenn, einem eiszeitlichen Gletscherzungenbecken, welches etwa zwei Kilometer südöstlich liegt.

## Schutzgebiete
Das Weiße Fenn Marzahne wurde in seiner Gänze als Flächennaturdenkmal unter Schutz gestellt. Auch ist es Teil des FFH-Gebietes Weißes Fenn und Dünenheide, zu dem ebenfalls Teile des Naturschutzgebietes Marzahner Fenn und Dünenheide gehören. Daneben ist es Bestandteil des Landschaftsschutzgebietes und des Naturparks Westhavelland.